# Medalha de Voo Distinto

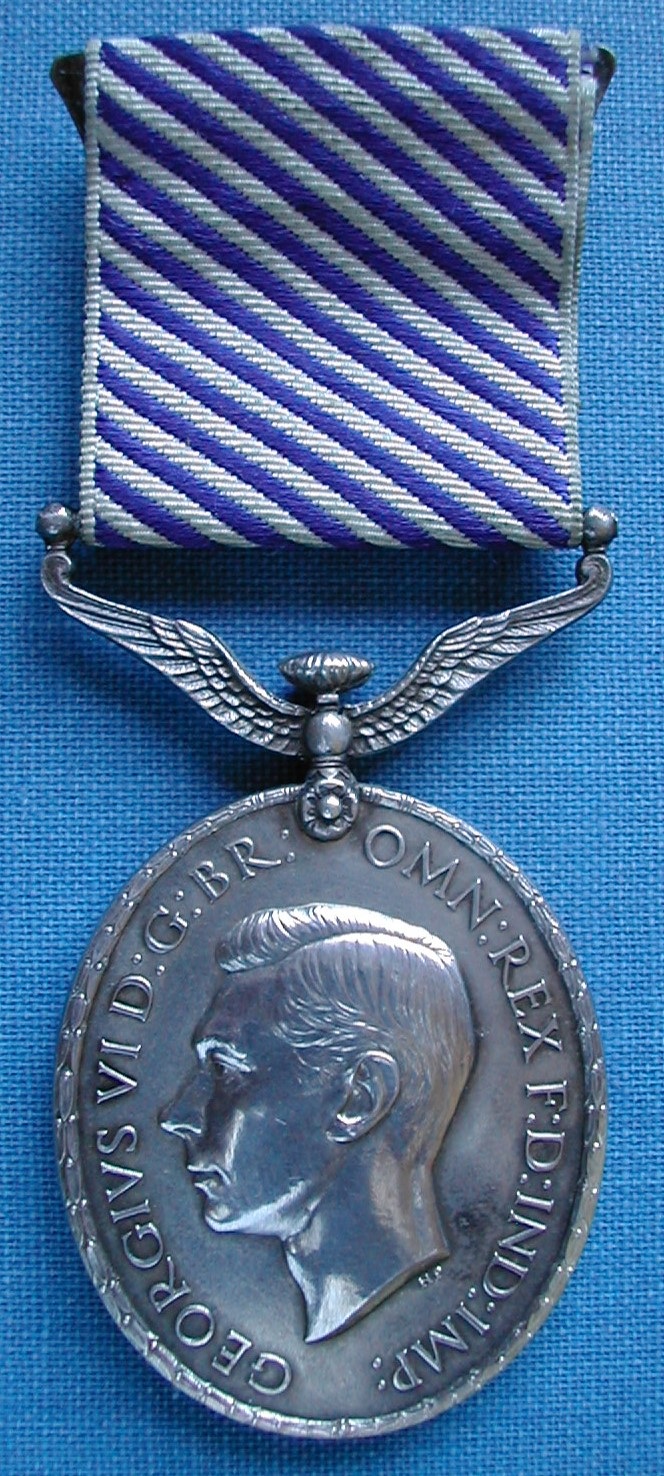
Distinguished Flying Medal

A Medalha de Voo Distinto (em inglês:  Distinguished Flying Medal, DFM) foi uma condecoração militar concedida a militares da Força Aérea Real e de outras Forças Armadas Britânicas, e anteriormente a militares de outros países da Comunidade Britânica, abaixo da patente de oficial, por "valor, coragem ou dedicação excepcionais ao dever durante operações ativas contra o inimigo". A condecoração foi descontinuada em 1993, quando todas as patentes passaram a ser elegíveis para a Cruz de Voo Distinto (DFC), como parte da reforma do sistema de honrarias britânico.

## História
A medalha foi instituída em 3 de junho de 1918. Era o equivalente das outras patentes à Cruz de Voo Distinto (DFC), concedida a oficiais e suboficiais, embora estes últimos também pudessem receber a Medalha de Voo Distinto (DFM). A condecoração estava abaixo da Cruz de Voo Distinto (DFC) em ordem de precedência, entre a Medalha Militar (MM) e a Medalha da Força Aérea (AFM). Os agraciados com a Medalha de Voo Distinto têm o direito de usar as letras pós-nominais "DFM".
Embora anunciados no Gazeta de Londres em 3 de junho de 1918, os mandados reais reais não foram publicados na mesma até 5 de dezembro de 1919. Em 1979, a elegibilidade para uma série de prêmios britânicos, incluindo a DFM, foi estendida para permitir premiações póstumas. Até então, apenas a Cruz Vitória e uma menção em despachos podiam ser concedidas postumamente. A DFM também foi concedida por países da Commonwealth, mas na década de 1990, a maioria, incluindo Canadá, Austrália e Nova Zelândia, estabeleceu seus próprios sistemas de honrarias e não recomendaria mais as honrarias britânicas.

Em 1993, a DFM foi descontinuada, como parte da revisão do sistema de honrarias britânico, que recomendou a remoção de distinções de patente em relação a prêmios por bravura. Desde então, a Cruz de Voo Distinto, antes concedida apenas a oficiais e suboficiais, pôde ser concedida a militares de todas as patentes.